# Metal Leve
Metal Leve é uma indústria brasileira fabricante de autopeças com sede em Mogi Guaçu, interior de São Paulo. 
Foi fundada pelo advogado e bibliófilo José Mindlin em 1951, em parceria com o alemão Ernst Mahle, que se estabeleceu no Brasil e tornou-se sócio fundador da empresa,  estabelecendo sólida parceria e fornecendo tecnologia para o início das atividades. Mindlin morreu em 2010 aos 95 anos de idade. Iniciou fabricando pistões de automóveis, no início licenciando know how da alemã Mahle. Depois, desenvolveu sua própria tecnologia.   
Em junho de 1996, devido a problemas financeiros, a Metal-Leve é vendida para a multinacional alemã Mahle, que controla suas atividades. Com a compra da empresa, passa a se chamar Mahle/Metal-Leve.  Em 2001, participação na MAHLE Metal Leve S.A. é transferida para a MAHLE Indústria e Comércio Ltda que centralizou o controle dos investimentos no Brasil. Está listada na bolsa de valores sob o ticker LEVE3, até a data de 23/05/2025.